# Kopf Sabouroff

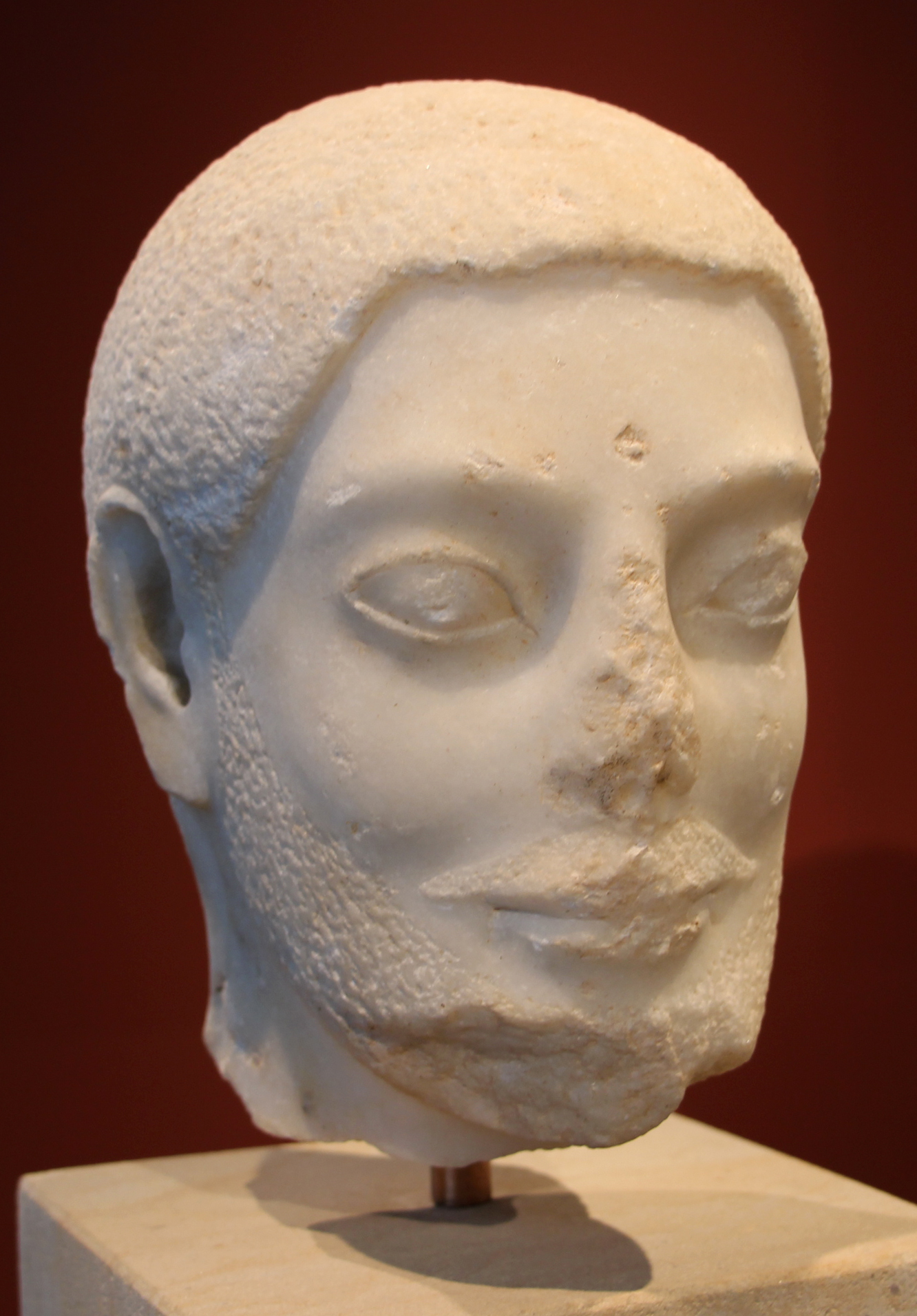
Der Kopf Sabouroff, ca. 550 bis 525 v. Chr., Berlin, Antikensammlung

Der Kopf Sabouroff ist ein wichtiger Vertreter der griechischen Marmorskulptur aus der  Spätarchaik. Der Kopf wird in den Zeitraum von ca. 550 bis 525 v. Chr. datiert und hat eine Höhe von 23 cm.
Den Namen trägt er nach dem russischen Diplomaten Pjotr Alexandrowitsch Saburow (Sabouroff), zu dessen Antikensammlung der Kopf ehemals gehörte. Das Porträt stammt angeblich aus Attika oder von Ägina und befindet sich seit 1884 in der Berliner Antikensammlung, Inventarnr. Sk 308. Eine weitere Vermutung geht von einer Herkunft des Kopfes aus Karien in Kleinasien aus.
Bei diesem Kopf handelt es sich wahrscheinlich um einen Teil einer lebensgroßen Statue, er hat eine Reihe von Diskussionen zu dem unüblichen Design der Haare und des Bartes ausgelöst. Griechische Statuen von Männern hatten bis um die Mitte des 6. Jahrhunderts v. Chr. typischerweise langes Haar, das dann zunehmend durch Kurzhaarfrisuren ersetzt wurde. Der Bart ist hingegen ein gängiges Attribut von archaischen Skulpturen und ein Zeichen für das Alter des Dargestellten. Die getrennte Ausarbeitung des Oberlippenbartes unabhängig vom Bart an Wangen und Kinn ist sehr selten in Darstellungen der Archaik, wodurch ein ungewöhnliches Aussehen entsteht. Der Kopf ist gestalterisch wesentlich näher an einem Porträt als alle anderen Arbeiten aus dieser Zeit und unterscheidet sich stark von der in etwa gleich alten Boxer-Stele vom Kerameikos.
An der Universität Heidelberg wurde ein Gipsabguss mit einem hoch-auflösenden optischen 3D-Scanner vermessen und mit dem GigaMesh Software Framework mit Hilfe von – auch als Thiessen-Polygone bekannten – Voronoizellen und geodätischen Abständen analysiert. Diese Messungen zeigen eine Asymmetrie und eine leichte Neigung des Kopfes, wie es für Reiterstandbilder üblich ist.